# Hudson (Ontario)
Hudson es un municipio canadiense situado en la provincia de Ontario.

## Superficie
Hudson tiene una superficie de 90,28 km².

## Demografía
En 2021, tenía 530 habitantes, una densidad poblacional de 5,9 hab./km², y 325 viviendas.